# Бреннан, Наташа
Наташа Бреннан (англ. Natasha Brennan, родилась 19 августа 1986) — английская регбистка, вингер команды «Ричмонд», сборных Англии по регби-15 и регби-7. Чемпионка мира по классическому регби 2014 года, чемпионка Европы по регби-7 2012 года.

## Карьера

### Клубная
До прихода в регби Наташа занималась хоккеем на траве, стала лучшей спортсменкой Кента в 2010 году и даже выиграла Британскую юниорскую олимпиаду в 2007 году. Позднее перешла в регби, с 2013 года играет за клуб «Ричмонд».

### В сборной
В сборной Англии по регби-15 дебютировала в 2014 году. Выступала на чемпионате мира 2014 года, куда попала после травмы Лидии Томпсон. Англия стала чемпионкой мира на том турнире.
В составе сборной по регби-7 Наташа Бреннан выиграла чемпионат Европы 2012 года. Полноценным игроком сборной по регби-7 она является с сентября 2014 года. В Мировой серии регби-7 является одной из лучших регбисток, в сезоне 2013/2014 года в 12 играх занесла 16 попыток.

## Личная жизнь
Отличные оценки в школе по английской и американской литературе в университете позволили Наташе стать специалистом по управлению персоналом: она работала в одном из центров Лондона до подписания полноценного контракта на выступления за сборную по регби-7.